# Cai Lun (Mondkrater)
Cai Lun ist ein Einschlagkrater auf der Mondrückseite. Im Westen liegt der große Krater Nansen.
Der Krater wurde am 2. August 2010 von der IAU nach dem chinesischen Erfinder Cai Lun benannt.